# Walter Lüftl
Walter Lüftl (* 6. November 1933 in Wien; Pseudonyme: Werner Rademacher, Alfons Bauer) ist ein österreichischer Bauingenieur, der von 1990 bis 1992 Präsident der Bundesingenieurkammer war. 1991 verfasste er den sogenannten „Lüftl-Report“, in dem er die technische Machbarkeit von Massentötungen mit Giftgas in den nationalsozialistischen Konzentrationslagern bestritt und den Holocaust leugnete. Nach Presseberichten über seine geschichtsrevisionistischen Aktivitäten musste Lüftl im März 1992 von seinem Amt zurücktreten. Die feierliche Verleihung des Goldenen Ingenieurdiploms durch die Technische Universität Wien im Dezember 2009 führte zu einer Reihe von kritischen Medienberichten. Nach einer Untersuchung nahm die Technische Universität Wien die Ehrung Lüftls im Jänner 2010 wieder zurück.

## Leben
Walter Lüftl wurde am 6. November 1933 in Wien geboren. Er studierte an der damaligen Technischen Hochschule Wien Bauingenieurwesen und spondierte 1959 zum Diplom-Ingenieur. Danach war Lüftl in Wien als Zivilingenieur tätig, seit 1969 auch als Gerichtssachverständiger für Bauwesen. Mitte der 1980er-Jahre verfasste Lüftl gemeinsam mit dem Wirtschaftsjournalisten Paul C. Martin mehrere Bücher zum Thema Staatsschulden und Debitismus. Lüftl war Vorstandsmitglied der Österreichischen Gesellschaft für Baurecht und führt den Berufstitel Baurat h.c. 1988 trat er als Referent der rechtsextremen Arbeitsgemeinschaft für demokratische Politik Wien auf.

### Präsident der Bundesingenieurkammer
Bei den Kammerwahlen im Mai 1990 erreichte Lüftl mit seiner Unabhängigen Wahlgruppe in der Sektion der Zivilingenieure der Ingenieurkammer für Wien, Niederösterreich und Burgenland mit fünf von zwölf Mandaten die relative Mehrheit. Nach längeren Koalitionsverhandlungen wurde Lüftl am 16. November 1990 von den Delegierten zum Präsidenten der Bundesingenieurkammer (heute: Bundeskammer der Architekten und Ingenieurkonsulenten) gewählt und löste damit den Architekten Utz Purr ab.
Lüftls Amtsführung war kammerintern von Anfang an umstritten, etwa als er im Februar 1991 im Leitartikel der Kammerzeitschrift Konstruktiv schrieb, Demokratie wäre „nicht, möglichst viel und lang über etwas zu reden“, denn das sei das „Palaversystem der Schwarzafrikaner“. Nachdem der spätere Wiener Stadtplanungschef Kurt Puchinger in einem Leserbrief die „Möglichkeit einer Präsidentenabwahl“ gefordert und die Äußerungen als „rassistische Präsidentenrülpser“ kritisiert hatte, verteidigte sich Lüftl damit, er hätte lediglich „völkerkundliche Tatsachen“ erwähnt.
Als 1991 Pläne zur Novellierung des Verbotsgesetzes 1947 (die die Holocaustleugnung unter Strafe stellen sollte) an die Öffentlichkeit gelangten, schickte Lüftl dem Vorsitzenden des Justizausschusses Michael Graff und mehreren anderen Nationalratsabgeordneten eine Denkschrift mit dem Titel Die neue Inquisition. Die geplante Gesetzesnovelle kritisierte er dabei als „staatlich verordnete[n] Gesinnungsterror“.

### Lüftl-Report und Rücktritt
Da Lüftls Kampagne nicht den gewünschten Erfolg und nur wenige Reaktionen zeitigte, verfasste er 1991 ein Manuskript mit dem Titel Holocaust. Glaube und Fakten, in dem er die technische Möglichkeit des Massenmords im Vernichtungslager Auschwitz bestritt. Dieses Dokument verschickte er an verschiedene Politiker (unter anderem an Justizminister Nikolaus Michalek, an einen Klubobmann, an mehrere Nationalratsabgeordnete sowie an einen Landeshauptmann), Journalisten und Senatspräsidenten des Obersten Gerichtshofes.
Der sogenannte „Lüftl-Report“ wurde in der neonazistischen Zeitschrift Halt von Gerd Honsik angekündigt und in Auszügen veröffentlicht. Weitere Auszüge erschienen im Neonazi-Blatt Sieg. Nachdem ein Artikel der Wirtschaftswoche Lüftls Engagement aufgriff, wurden gegen ihn Voruntersuchungen wegen des Verdachts des Verstoßes gegen das Verbotsgesetz eingeleitet. Daraufhin musste Lüftl am 13. März 1992 nach einer Krisensitzung der Ingenieurkammer als deren Präsident zurücktreten. In einer Presseerklärung distanzierten sich die Präsidenten der vier Landeskammern von Lüftls Äußerungen und bezeichneten seinen Rücktritt als „unausweichlich“. Eine englische Übersetzung des Manuskripts unter dem Titel The Lüftl Report erschien Ende 1992 im pseudowissenschaftlichen Journal of Historical Review, offiziell ohne Mitarbeit des Autors.
Das Verfahren gegen Lüftl wurde 1994 – „entgegen den Absichten des Untersuchungsrichters“, wie die Historikerin Brigitte Bailer-Galanda schreibt – von der Oberstaatsanwaltschaft Wien eingestellt, da lediglich „persönliche, subjektive Zweifel, aber keine propagandistische Absicht“ der Grund für Lüftls Schreiben gewesen seien und er nicht eindeutig der rechtsextremen Szene zugeordnet werden könne. In einem Leserbrief rühmte Walter Lüftl sich 2004, er habe schon viele „Katakombenrevisionisten“ erzeugt:

„Sie glauben nicht, wieviele Leute ich schon beim Heurigen zu Katakombenrevisionisten gemacht habe. Sie alle haben aber dann in der Folge, wenn sie das nach dem Aha-Erlebnis erworbene Wissen über die Wahrheit weitergeben wollen, das Problem, in ihrem Freundes- und Familienkreis anzuecken, weil die Leute beim Holocaust eben ‚Glaube und Fakten‘ nicht auseinander halten können. Deswegen habe ich ja schon 1991 den Titel so gewählt. Mir war das ja bewußt.“

Das Dokumentationsarchiv des österreichischen Widerstandes (DÖW) und Simon Wiesenthal protestierten erfolglos bei Justizminister Michalek gegen die Einstellung des Verfahrens. In der Folge feierten in- und ausländische rechtsextreme Blätter diesen „Sieg des ‚Revisionismus‘“. Wegen eines dieser Berichte, der sich Lüftls Argumentation zu Eigen machte, wurde 1995 der Herausgeber der Aula, Herwig Nachtmann, wegen nationalsozialistischer Wiederbetätigung zu einer Geldstrafe und zu acht Monaten auf Bewährung verurteilt.

### Revisionist und Klimawandelleugner

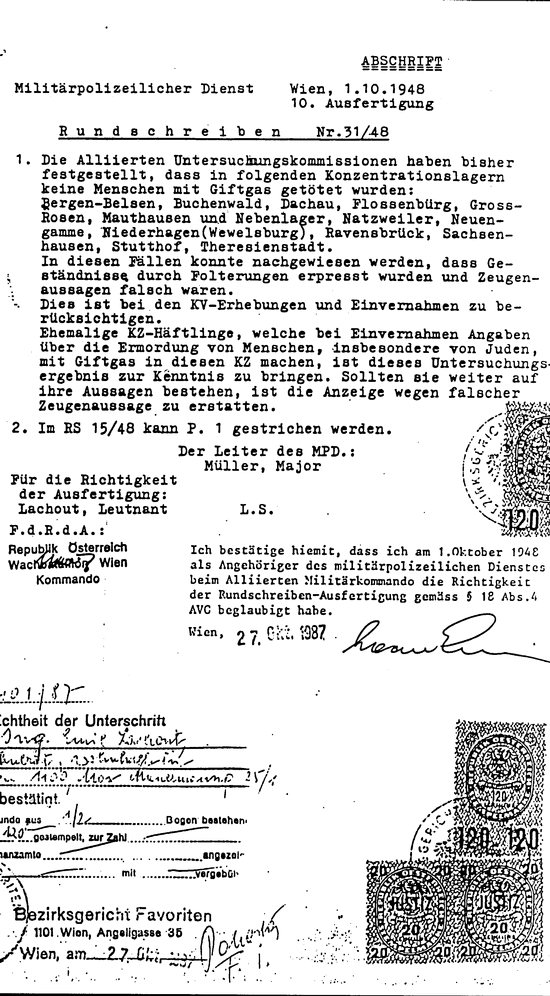
Das Lachout-Dokument wurde bereits 1989 als Fälschung entlarvt und gilt selbst unter Revisionisten als umstritten, trotzdem wollte Walter Lüftl noch 2006 seine Echtheit beweisen.

In den Folgejahren veröffentlichte Lüftl immer wieder Artikel und Leserbriefe in revisionistischen und rechtsextremen Zeitschriften, etwa in den Vierteljahresheften für freie Geschichtsforschung und im Eckart (vormals Eckartbote) der Österreichischen Landsmannschaft. Bereits 2001 zählte er in den Vierteljahresheften neben den „Geschichtslügen“, über die er als „gebranntes Kind“ nicht schreiben dürfe, elf „Lügen unserer Zeit“ auf: „Waldsterbenlüge“, „Polkappenabschmelzlüge“, „Meeresspiegelanstiegslüge“, „Ozonlochlüge“, „Klimalüge“, „Treibhauslüge“, „Lüge von den Treibhausgasen“, „Energiesparlüge“, „Atomlüge“, „BSE-Lüge“ und „Maul- und Klauenseuchenlüge“.
Im Jahr 2005 unterzeichnete er gemeinsam mit Johann F. Balvany, Katalin Clemente-Palma, Moishe Friedman, Günther Kappel, Waltraud Kupf, Richard Melisch, Herbert Michner und Helmut Müller einen Beitrag des bekannten katholischen Antisemiten Friedrich Romig in der von Andreas Mölzer herausgegebenen Zeitschrift Zur Zeit, in dem dieser von einer „Hetzjagd“ auf den später deswegen verurteilten Holocaustleugner und FPÖ-Bundesrat John Gudenus schrieb. 2006 ersuchte Lüftl um die Mithilfe der Leser des Eckart, um die Echtheit des Lachout-Dokuments zu belegen. Dabei handelt es sich um ein von Emil Lachout gefälschtes Rundschreiben des „Militärpolizeilichen Dienstes“ des „Alliierten Kommandos“, das den Einsatz von Giftgas in verschiedenen Konzentrationslagern widerlegen sollte. Beide Organisationen haben jedoch nie existiert, wie das DÖW bereits 1989 nachgewiesen hatte.
In den letzten Jahren schreibt Lüftl vermehrt in den Huttenbriefen der Grazer Rechtsextremistin und ehemaligen BDM-Führerin Lisbeth Grolitsch. 2008 charakterisierte er in einem dort veröffentlichten Artikel die „Pseudoreligion der ‚Nachhaltigkeit‘“ als Fortsetzung des Kults der Vernunft der Französischen Revolution und rückte sie in die Nähe Robespierres. An der Stelle des jakobinischen terreur sieht er den „Terror der Mülltrennung“. In demselben Artikel bezeichnete Lüftl die Grünen als „grün getarnt[e] Marxisten“. Auch auf verschiedenen Websites, die die menschengemachte Erderwärmung bestreiten, ist er immer wieder mit Beiträgen vertreten.

### Umstrittene Ehrung 2009
Ende Dezember 2009 wurde bekannt, dass die TU Wien Walter Lüftl aus Anlass seines fünfzigjährigen Sponsionsjubiläums am 11. Dezember 2009 mit der Verleihung des Goldenen Ingenieurdiploms geehrt hatte. Rektor Peter Skalicky verteidigte gegenüber der Tageszeitung Der Standard die Ehrung mit den Worten „Wir haben extra nachgefragt. Die Fakultät hat die Verleihung befürwortet.“ Nach zahlreichen Protesten unter anderem der Israelitischen Kultusgemeinde und des Wiener Kultur- und Wissenschaftsstadtrates Andreas Mailath-Pokorny bot Skalicky dem amtierenden Wissenschaftsminister Johannes Hahn seinen Rücktritt an, was dieser jedoch ablehnte. Skalicky setzte eine Kommission ein, die bis Anfang 2010 die Umstände der Ehrung Lüftls untersuchen und über eine eventuelle Rücknahme entscheiden sollte. Die Affäre erregte auch in Polen Aufsehen. Die Literaturnobelpreisträgerin Elfriede Jelinek kritisierte die Ehrung Lüftls in literarischer Form:

„‚Land der Hämmer, zukunftsreich‘, singt unsere Bundeshymne. Und da ist schon einer, ich schaue nach, ja, es ist ein Hammer:
Am 11.12. 09 wurde dem Baurat h. c. Dipl. Ing. Walter Lüftl im Festsaal der Technischen Universität Wien das Goldene Ingenieurdiplom verliehen. Ein Orchester hat gespielt. Es fand ein Festakt statt.“

Diese Ehrung wurde Ende Jänner 2010 vom Rektorat der TU Wien auf Empfehlung der eingesetzten Kommission förmlich widerrufen, da die materiellen Voraussetzungen dafür nicht gegeben gewesen seien und Lüftl „seiner Alma Mater, der TU Wien, massiv geschadet“ habe. Die Rücknahme des Goldenen Ingenieurdiploms wurde in zahlreichen Presseaussendungen begrüßt, so vom Mauthausen Komitee Österreich, vom Verein Gedenkdienst, von der Österreichischen Hochschülerinnen- und Hochschülerschaft und durch Stadtrat Mailath-Pokorny. Der Kultursprecher Wolfgang Zinggl von den Grünen lobte die Rücknahme ebenfalls, kritisierte jedoch die vierwöchige „Schrecksekunde“ von Rektor Skalicky.
Der wegen Holocaustleugnung 2001 zu einer Bewährungsstrafe verurteilte Hans Gamlich kritisierte in einem offenen Brief an Skalicky die Rücknahme als „menschenverachtenden PC-Terror“. Die Neonazi-Website alpen-donau.info veröffentlichte den Brief am 23. Jänner 2010 und stellte eine Woche später einen Scan der deutschen Originalversion des Lüftl-Reports online, das Manuskript Holocaust. Glaube und Fakten. Am 3. Februar 2010 veröffentlichte alpen-donau.info eine anonyme Zusendung, die aus dem „Entziehungsschreiben“ Skalickys an Lüftl zitiert. Bleibe Skalicky bei der Rücknahme, so sei ihm „eine Goldmedaille der Bnai Brith sicher“. Der Text ähnelt stark der von Lüftl 1994 unter einem Pseudonym veröffentlichten Dokumentation seines Falls.

## Lüftl-Report
Lüftls während seiner Amtszeit als Präsident der Bundesingenieurkammer verfasste Schrift Holocaust. Glaube und Fakten. wurde nach dem Titel der im pseudowissenschaftlichen Journal of Historical Review veröffentlichten und mittlerweile im Internet kursierenden englischen Übersetzung als „Lüftl-Report“ bekannt. Das Dokument steht in der Tradition des bereits damals widerlegten Leuchter-Reports und entstand in etwa gleichzeitig mit dem sogenannten Rudolf-Gutachten in den Jahren 1991 und 1992.
Der Chemiker Josef Bailer bescheinigte dem Schriftstück 1995, es wäre „mit scheinwissenschaftlichem Ernst“, aber ohne „schlüssige, nachvollziehbare Argumentationen zur Sache“ geschrieben worden. Die drei Hauptpunkte des Lüftl-Reports wurden 1995 von Bailer widerlegt, nämlich dass
1. Dieselabgase zur Ermordung von Menschen völlig ungeeignet seien, dass
2. der Zeuge Kurt Gerstein und damit die gesamte „Holocaust-Literatur“ unglaubwürdig wäre und dass
3. Zyklon B zu langsam Blausäure an die Luft abgäbe, um für die Vergasungen in den Konzentrationslagern Auschwitz und Auschwitz-Birkenau verwendet worden zu sein.[14]

## Schriften (Auswahl)
Lüftl veröffentlichte seit 1993 unter seinem Namen zahlreiche Artikel und Leserbriefe in den revisionistischen und rechtsextremistischen Zeitschriften wie Deutschland in Geschichte und Gegenwart, Vierteljahreshefte für freie Geschichtsforschung und Huttenbriefe. Dazu kommen weitere Beiträge unter den Pseudonymen Werner Rademacher und Alfons Bauer (Bauer war der Nachname von Lüftls Urgroßvater), zum Teil auch in Zusammenarbeit mit anderen Holocaustleugnern. Von diesen Beiträgen sind hier nur einige wenige exemplarisch angeführt.
- Die Formeln für den Staatsbankrott. Am Beispiel des finanziellen Endes der Republik Österreich. Mit Paul C. Martin. 2. Auflage. Langen Müller Verlag, München 1984, ISBN 3-7844-7144-7.
- Die Pleite. Staatsschulden, Währungskrise und Betrug am Sparer. Mit Paul C. Martin. 2. Auflage. Langen Müller Verlag, München 1984, ISBN 3-7844-7145-5.
- Der Kapitalismus. Ein System, das funktioniert. Mit Paul C. Martin. Langen Müller Verlag, München 1986, ISBN 3-7844-7180-3.
- Holocaust. Glaube und Fakten. Wien (Manuskript 1991/1992).
- Sachverständigenbeweis versus Zeugenbeweis. In: Konstruktiv. Nr. 166, Dezember 1991, S. 31 f.
- The Lüftl Report. An Austrian Engineer’s Report on the ‘Gas Chambers’ of Auschwitz and Mauthausen. In: Journal of Historical Review. Band 12, 4 (Winter, 1992–1993), S. 391–420 (englisch).
- Sollen Lügen künftig Pflicht sein? In: Deutschland in Geschichte und Gegenwart. Band 41, Nr. 2, 1993, S. 13 f.
- Die Lügen unserer Zeit. In: Vierteljahreshefte für freie Geschichtsforschung. Jg. 5, Nr. 3, September 2001, S. 325 f.
- Wenn der Krieg zu dir kommt. In: Andreas Mölzer (Hrsg.): Als wir „befreit“ wurden. 2. verbesserte Auflage. W3-Verlag, Wien 2006, ISBN 978-3-900052-07-2, S. 345–348.
- Über Gewissheit und Wahrheitsfindung. In: Österreichische Gesellschaft für Baurecht (Hrsg.): Aktuelles zum Bau- und Vergaberecht. Manz’sche Verlags- und Universitätsbuchhandlung, Wien 2008, ISBN 978-3-214-07401-2.
- Die Pseudoreligion der „Nachhaltigkeit“. In: Huttenbriefe. Jg. 26, Nr. 5, Oktober 2008, S. 6–8.

Als Werner Rademacher:
- Der Fall Lüftl. Oder: Die Justiz zur Zeitgeschichte. In: Ernst Gauss (Hrsg.): Grundlagen zur Zeitgeschichte. Grabert-Verlag, Tübingen 1994, ISBN 3-87847-141-6, S. 41–60.

Als Alfons Bauer:
- Der „Fall Gudenus“ und die Realität in Österreich. In: Vierteljahreshefte für freie Geschichtsforschung. Jg. 9, Nr. 4, August 2006, S. 363–365 (Der Jahrgang 9 entspricht eigentlich dem Jahr 2005, das Heft erschien aber erst 2006).